# Susana Muhamad
María Susana Muhamad González (Barranquilla, 21 de abril de 1977) es una politóloga, ambientalista y política colombiana, miembro del partido Colombia Humana. Fue ministra de Ambiente y Desarrollo Sostenible, entre agosto de 2022 y febrero de 2025, en el gobierno de Gustavo Petro.
Fue la presidenta de la Conferencia de las Naciones Unidas sobre Biodiversidad 2024.Fue secretaria de ambiente y secretaria general de Bogotá durante la alcaldía de Gustavo Petro; y concejal de la ciudad entre 2020 y 2022.

## Biografía
De ascendencia palestina por parte de su abuelo, Susana Muhamad es hija de Carlos Muhamad quien nació en Barranquilla. Algunas fuentes señalan que Susana Muhamad nació en Bogotá aunque su hoja de vida oficial ubica su lugar de nacimiento en Barranquilla. Desde muy temprana edad vivió en Bogotá en el barrio Cedritos, un barrio de clase media al norte de la ciudad. A los 8 años de edad, su padre, Carlos decidió trasladar a la familia a Barranquilla, su ciudad natal. Allí estudió en un colegio bilingüe y creció en contacto con la comunidad árabe local. Permaneció en Barranquilla hasta terminar el bachillerato, tras lo cual regresó a Bogotá para continuar su educación.
Es profesional en Ciencia Política de la Universidad de los Andes (2002) y cursó una maestría en Gestión y Planeación del Desarrollo Sostenible en la Universidad de Stellenbosch de Sudáfrica (2007).

### Trayectoria profesional
Entre 2000 y 2002 fue directora y presidenta de la organización no gubernamental AIESEC en Colombia.
De octubre de 2004 a febrero de 2009 fue consultora de desarrollo sostenible de Shell Global Solutions International en La Haya, Holanda. Allí trabajo en los temas sociales y ambientales. Muhamad relata que se interesó en dicha posición cuando la empresa anunciaba una supuesta transcisión hacia energías renovables y se retiró de la misma cuando la empresa decidió invertir el dinero destinado a innovación en técnicas de extracción no convencionales como fracking y arenas bituminosas.

## Trayectoria pública
Muhamad incursionó en la política en el año 2006 cuando vivía en Europa gracias a su interés por participar en la recién constituida alianza de diferentes fuerzas y matices de izquierda que conformaron el Polo Democrático Alternativo. Desde Holanda fundó un grupo de apoyo a dicha organización. Durante el segundo congreso de dicho partido las ideas de su grupo coicidieron con las del grupo liderado por Gustavo Petro lo que llegó a acercarlos. Muhamad acompañó a Petro en su salida del Polo y en la creación del movimiento Progresistas.

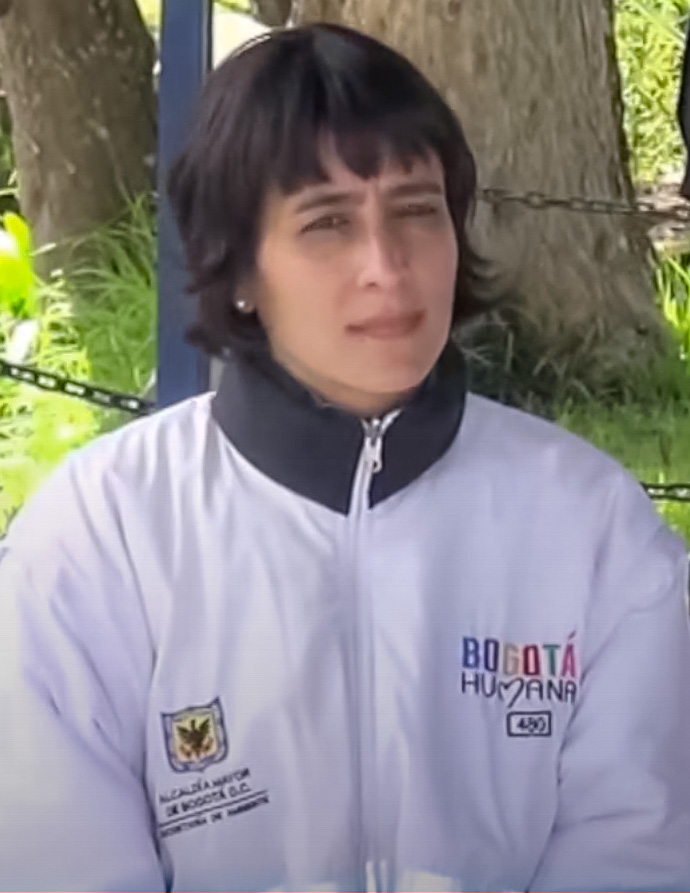
Muhamad como secretaria de ambiente de Bogotá.

En el año 2011, acompañó a Gustavo Petro en la campaña para la alcaldía de Bogotá. Tras el triunfo de Petro, fue asesora de despacho de la Alcaldía de Bogotá y coordinadora del equipo de gerentes transversales. En junio de 2012 fue nombrada secretaria de ambiente de Bogotá y en junio de 2013 pasó a ser secretaria general de la Alcaldía Mayor tras la salida de Orlando Rodríguez. En junio de 2014 regresó a su posición como secretaria de ambiente tras el nombramiento de la exfiscal Martha Lucía Zamora como secretaria general. Dentro de su trabajo como secretaria de ambiente se destacó su trabajo en defensa a la preservación de la reserva forestal Thomas van der Hammen.
Muhamad fue miembro fundadora de la Alianza Colombia Libre de Fracking y directora de planificación de acción climática para América Latina en el Grupo de Liderazgo Climático C40.
En el 2018 fue candidata al Senado avalada por Movimiento Alternativo Indígena y Social como parte de la coalición conocida como Lista de la Decencia impulsada por el entonces candidato presidencial Gustavo Petro. Muhamad no obtuvo los votos suficientes para una curúl.

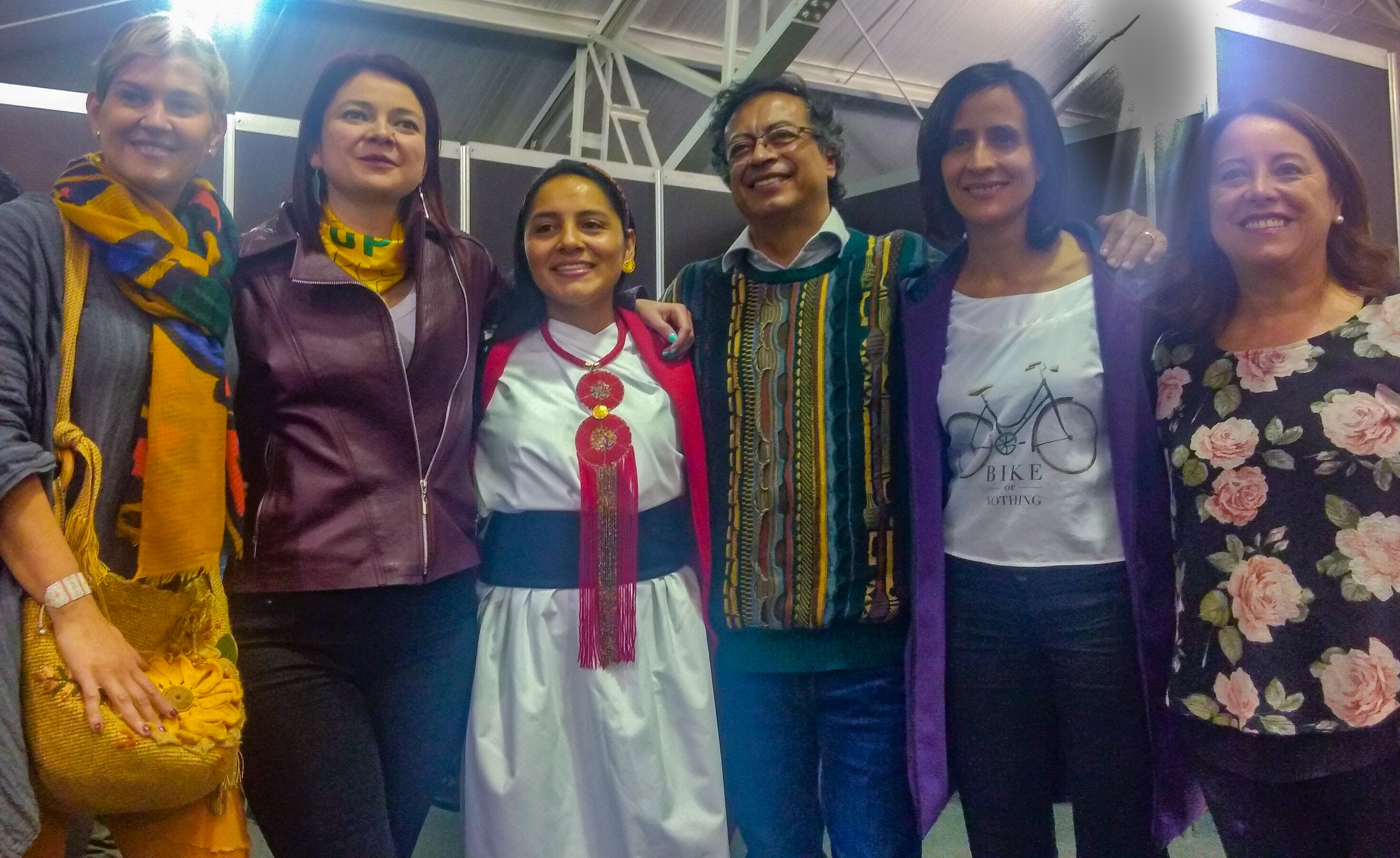
Muhamad junto a Gustavo Petro y mujeres de la Colombia Humana en 2019.

Fue electa Concejal de Bogotá en las elecciones regionales de 2019. En el año 2022 el fallo de un tribunal determinó que Muhamad perdería su curúl en el concejo debido a un error en el conteo de votos. Sin embargo permaneció en su puesto debido a la renuncia de otro concejal. Como concejal fue crítica de la alcaldesa Claudia López por la brutalidad policial ocurrida durante las protestas de 2019 y 2021.
En 2021 fue electa como vicepresidenta de la junta de coordinación nacional del partido Colombia Humana después de que este movimiento político recibiera oficialmente su personería jurídica.

### Ministra de Estado
En junio de 2022 fue encargada por el recién electo presidente Gustavo Petro para realizar el empalme con el Ministerio de Ambiente y Desarrollo Sostenible y posteriormente fue anunciada como ministra de dicha cartera.

Muhamad se posesionó como Ministra de Medio Ambiente y Desarrollo Sostenible el 7 de agosto de 2022, al inicio del gobierno Petro. Durante su gestión impulsó la prohibición del fracking como método de extracción de hidrocarburos, y acompañó e impulsó la ratificación del Acuerdo de Escazú en el congreso de la república.  En marzo de 2023 la ministra anunció el incremento de la meta de reforestación en 187.500 hectáreas por año para un total de 750.000 hectáreas por año para 2026. Este incremento fue casi 6 veces más de lo que había propuesto como meta el gobierno anterior.

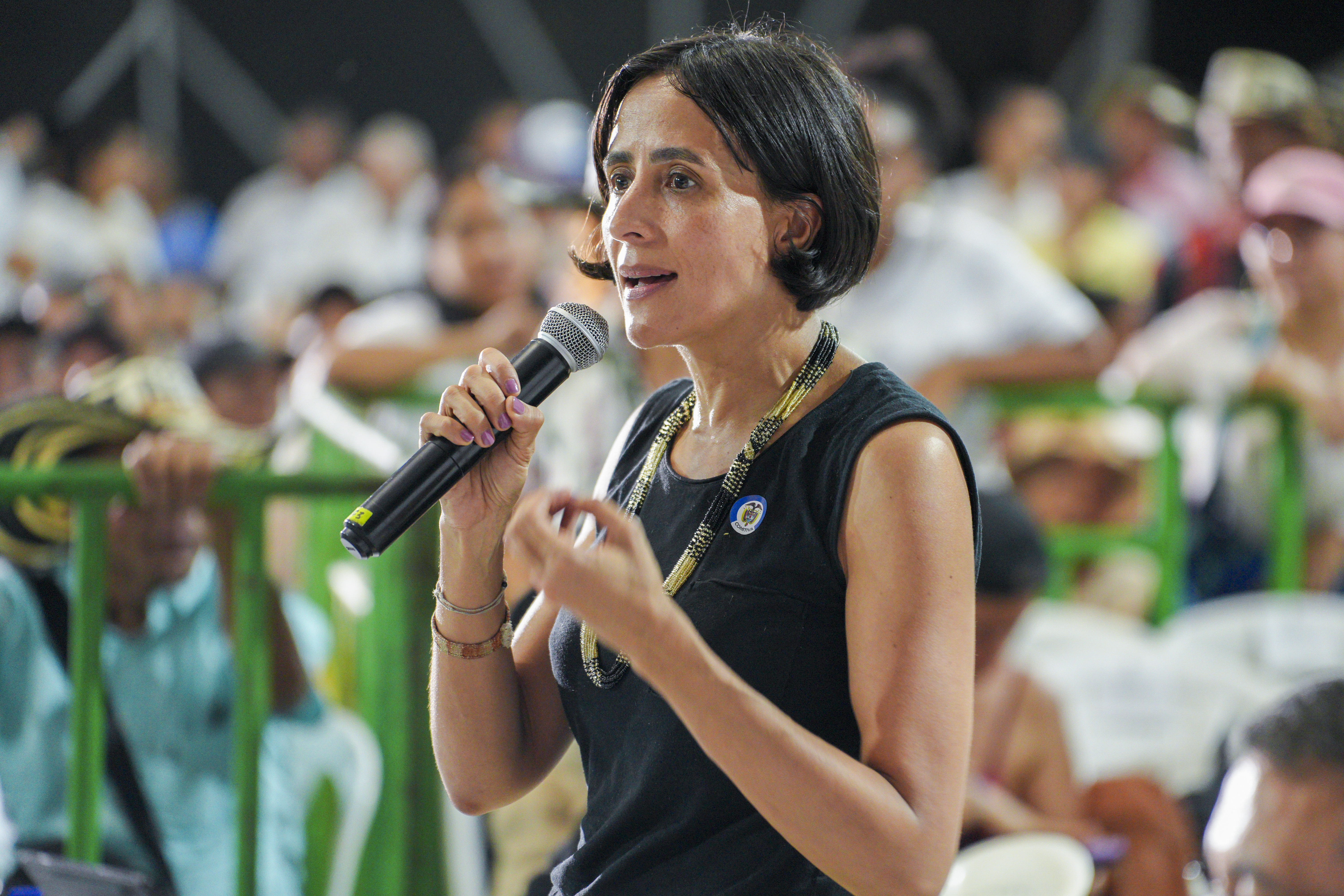
Muhamad en 2024 durante su desempeño como ministra.

A inicios de 2024 Muhamad se destacó por la gestión que permitió que Colombia fuera elegida sede de la COP16 de biodiversidad.
En 2024, Colombia mantuvo una tendencia histórica a la baja en deforestación, consolidando una reducción acumulada del 40% durante el periodo 2022-2024.El programa Conservar Paga fue esencial en la estrategia con la que el Gobierno ha conseguido, de la mano de las comunidades, contener la deforestación en la Amazonía colombiana.
En febrero de 2025 Muhamad presentó su renuncia al ministerio de ambiente motivada por la llegada de Armando Benedetti al cargo de Jefe de Despacho Presidencial. La renuncia de Muhamad fue una renuncia motivada por lo que expresó que esperaría una conversación y respuesta por parte del jefe de Estado y a la espera de poder continuar en su cargo hasta finalizar ciertos sus compromisos adquiridos como presidenta de la COP16. Días después de haber presentado su renuncia al ministerio, medios de comunicación indicaron que Muhamad pasaría a ser la directora del Departamento Nacional de Planeación mientras que Benedetti ya no estaría a cargo de la jefatura de despacho sino del Ministerio del Interior. Muhamad decidió no continuar en el gobierno y postular su nombre como precandidata presidencial del Pacto Histórico.

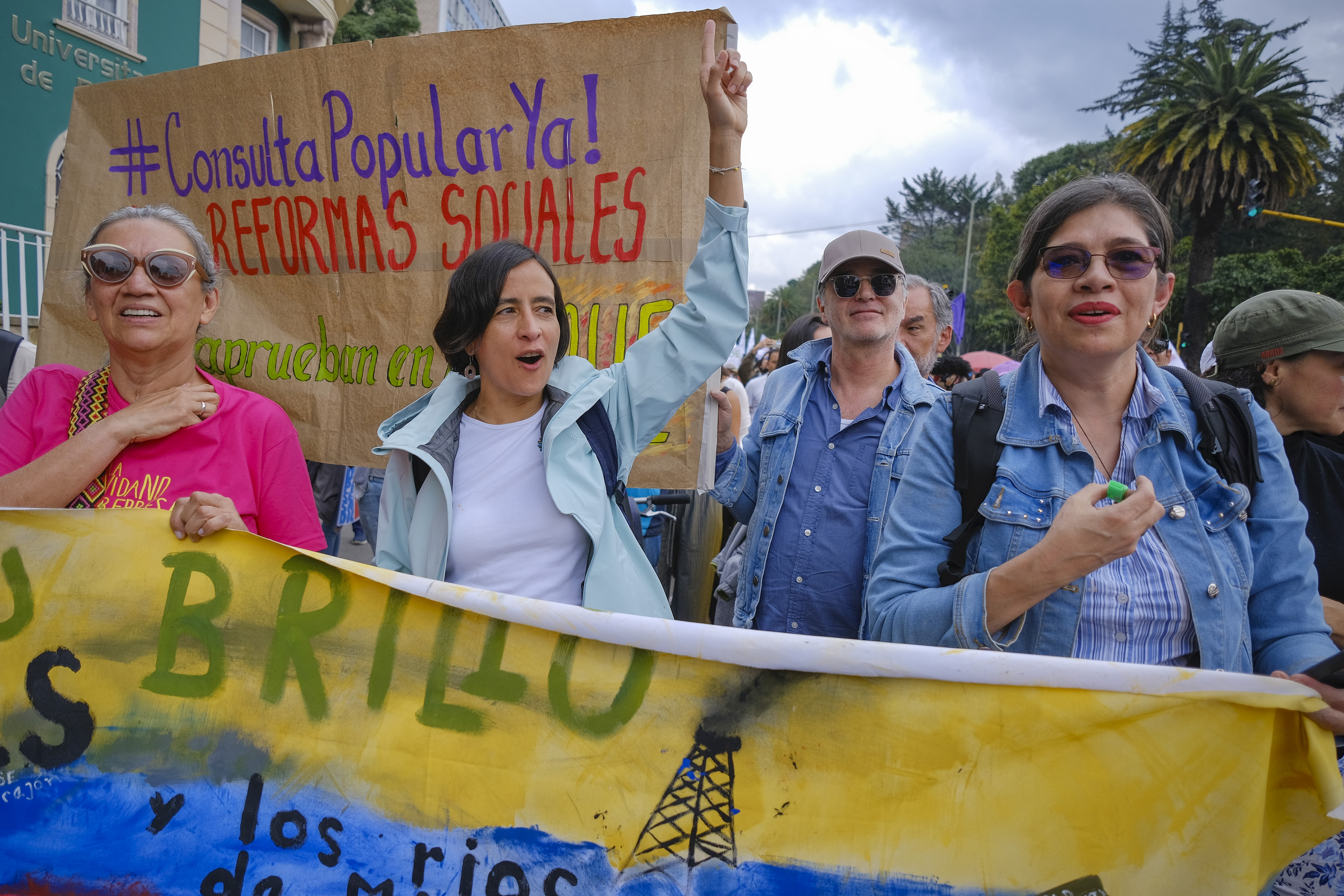
Muhamad en 2025 en marcha de apoyo a las reformas del gobierno

## Reconocimientos
En marzo de 2023, Muhamad fue reconocida por la organización Reuters Impact como una de las 25 mujeres que lideran la lucha contra el cambio climático en el mundo.
En marzo de 2024 Muhamad fue reconocida por la organización internacional Women Economic Forum. Fue destacada su gestión en la consecución de recursos para mitigar la deforestación amazónica y su liderazgo al lograr obtener la sede de la COP16 de biodiversidad para Colombia en 2024, entre otros logros.